# Sirio Luginbühl
Sirio Luginbühl (Verona, 28 febbraio 1937 – Padova, 2 settembre 2014) è stato un regista italiano.

## Biografia
Sirio Luginbühl nacque a Verona da una famiglia italo-svizzera-croata. Il padre era un fisico e sperimentò la colorazione della pellicola cinematografica, il nonno era pastore protestante e teologo e tradusse in francese Pinocchio, mentre la nonna era istriana di origine ebraica.
Laureato in scienze geologiche a Padova, il suo interesse si orientò verso l'arte contemporanea, la letteratura, il teatro e la sperimentazione a partire dai primi anni Sessanta. Partecipò ad esperienze di avanguardia come la poesia visiva e la frequentazione dei poeti Novissimi nonché del Gruppo 63. Entrò allo Studio N composto da Alberto Biasi, Ennio Chiggio, Toni Costa, Manfredo Massironi, Edoardo Landi. Per lo Studio N organizzò le mostre Poesia concreta (1962) e Spagna oggi (1963). È di quegli anni l'incontro con Emilio Vedova da cui apprese le tecniche di pittura sulle pellicole. Negli stessi anni seguì anche l'insegnamento di Vanni Scheiwiller, Emilio Isgrò, Sarenco, Nanni Balestrini, figure importanti per la sua formazione.
Nel 1965 sposò Flavia Randi da cui ha avuto una figlia.
L'attività legata al cinema nacque nel 1967 quando si avvicinò alla rivista Ombre elettriche, giornale di punta della sperimentazione su pellicola. Nel 1968 Luginbühl realizzò i film Biostoria 1, Vicina l’ora, La scala e Vibratore.
Seguirono anni particolarmente intensi dal punto di vista delle lotte sociali, politiche e culturali, un periodo legato ad idee innovatrici, definite dallo stesso movimento "rivoluzionarie", e lo furono anche per Luginbühl nei quali realizzò tra il 1969 ed il 1970 i film in cui portò avanti tematiche dissacratorie e irriverenti dove si mostravano scene legate alla liberazione sessuale, alla degenerazione consumistica, all'inquinamento: Crepacuore (1969), Amarsi a Marghera (Il bacio) (1970), La bandiera (1970), Il sorriso della Sfinge (1971), e dove appaiono riferimenti alla Pop art americana e a Andy Warhol, ma anche agli artisti italiani Mario Schifano, Tano Festa e Franco Angeli.
Attento interprete del cinema colto produsse anche Valeria fotografa (Playtime) (1970), tributo a Blow-Up di Michelangelo Antonioni.
In questi anni conobbe Paolo Gioli di cui fu amico e con il quale prese parte a varie rassegne e a interventi artistici di vario genere.
Oltre che artista Luginbühl fu promotore ed organizzatore di eventi, attività che continuò per tutta la vita. Tra il 1970 e il 1973 fondò la Cooperativa Cinema Indipendente a Padova con Flavia Randi, Antonio Concolato, Michele Sambin ed altri cui seguì la fondazione della Cooperativa Cinematografica Nazionale, insieme con Raffaele Perrotta, attraverso cui vennero promosse numerose rassegne di film sperimentali. Rassegne che proseguiranno negli anni successivi con L’immagine mobile. L’immagine protagonista. Cinema e video-tape creativo negli anni ’70, curata nell'ambito della mostra Istruzioni per l’uso delle avanguardie. Rassegna Internazionale d’arte ad Abano Terme (1978). Nel 1982 promosse la mostra Video e Performance per la 13ª Biennale del Bronzetto di Padova (1982). In queste rassegne trovano spazio opere di Yervant Gianikian, Angela Ricci Lucchi, Paolo Gioli, Takaiko Iimura, Michele Sambin. La sua produzione cinematografica si orientò attorno a tematiche costanti: erotismo, sessualità, linguaggio del corpo.
Nel 1974 pubblicò il volume "Cinema Underground Oggi", prima opera che si occupò del cinema sperimentale a livello europeo, cui seguirono "Lo Schermo Negato. Cronache del cinema italiano non ufficiale" nel 1976 e "Videotapes. Arte tecnica storia" nel 1980.
Il suo film È mezzanotte, Monsieur Cinéma (1996) fu una riflessione sul "fenomeno" cinema e rappresentò una sorta di commiato dal cinema sperimentale e dai suoi maestri. Negli ultimi vent'anni la produzione di Luginbühl utilizzò il video digitale e non più la pellicola.
I suoi film sono stati presentati a festival internazionali, fra i quali, Festival di Grenoble (1973), Biennale di Parigi (1973), New Action Cinéma, Berlino e Amsterdam (1975), Cinema d'artista e sperimentale in Italia al Centro Georges Pompidou, Parigi (1978); Biennale di Venezia (1978), 5ª Biennale del film sull'Arte, Centro Georges Pompidou (1996), L'immagine leggera, Palermo (1998), Visionaria, Siena (1998 e 2000), nel quale vinse il premio "Terra di Nessuno" (2000); Bigscreen Festival dedicato al cinema italiano, Kunming, Cina (2006)
Sirio Luginbühl, attento osservatore delle avanguardie internazionali e testimone consapevole del suo tempo, rappresenta una figura chiave nel panorama del cinema sperimentale underground.

## Tributi
Nel 2010, presso la galleria "Il sottopasso di Stua" di Padova, il fotografo Antonio Concolato ha esposto le foto di scena dei film di Sirio Luginbühl ai quali ha preso parte.
Nel 2018 Guido Bartorelli (Università degli Studi di Padova) e Lisa Parolo (Università degli Studi di Udine) hanno curato la mostra Sirio Luginbühl. Film sperimentali a Palazzo Pretorio, Cittadella. La mostra è stata promossa dalla Fondazione Palazzo Pretorio.
Per il film Amarsi a Marghera (Il bacio), presente nella rassegna, Luginbühl scisse: "Il luogo era una discarica, i cumuli pulverulenti avevano colorazioni che andavano dal bianco abbacinante, al violetto, al rossiccio. I personaggi ancora una volta un ragazzo e una ragazza che non si erano mai visti prima di quella occasione, entrambi avvenenti e che non erano al corrente di quel che avrebbero dovuto fare. Doveva essere una sorpresa anche per loro e così è stato. Chiedemmo ad entrambi di spogliarsi e di baciarsi. Accettarono. E in un silenzio tombale, carico di tensione cominciammo a girare su una collinetta di residui. I ragazzi iniziarono a baciarsi circondati da operatori, fotografi e qualche giornalista. Era una giornata di luglio caldissima, si sentiva solo il ronzio della cinepresa, il clic dei fotografi e i latrati dei cani in lontananza. Ci si poteva amare in un ambiente così ostile e violento?"".
Oltre a Luginbühl, la rassegna presenta opere dei maggiori artisti internazionali del cinema sperimentale tra cui Andy Warhol, Stan Brakhage, Gerry Schum, Fluxus, Paolo Gioli, Michele Sambin.
Nel 2021 a Padova è stato presentato per la prima volta al pubblico, il documentario biografico «Sirio Superstar» (regia di  Antonio Molon & Niccolò Orlando), un filmato dedicato al regista underground patavino realizzato negli ambiti del corso di Cinema del reale e del Laboratorio per la realizzazione di documentari del Dams dell’Università di Padova (docente e responsabile scientifico prof. Mirco Melanco).

## Pubblicazioni
- Cinema Underground Oggi, Mastrogiacomo editore, Padova 1974
- Lo Schermo Negato. Cronache del cinema italiano non ufficiale (con Raffaele Perrotta), Shakespeare & Company, Brescia 1976
- Videotapes. Arte tecnica storia (con Paolo Cardazzo), Mastrogiacomo editore, Padova 1980

## Collezioni
I suoi film in pellicola sono conservati al Centro sperimentale di cinematografia (CSC) della Cineteca Nazionale di Roma che ha finanziato l’intervento di preservazione svolto dal laboratorio La Camera Ottica dell’Università degli Studi di Udine. Copie digitali dei film sono reperibili anche al Light Cone di Parigi e al The Film-Makers' Cooperative di New York.